# نیروهای مسلح جمهوری اسلامی ایران
نیروهای مسلح جمهوری اسلامی ایران از ۳ سازمان نظامی شامل ارتش جمهوری اسلامی ایران، سپاه پاسداران انقلاب اسلامی و فرماندهی انتظامی جمهوری اسلامی ایران تشکیل شده‌است و وزارت دفاع و پشتیبانی نیروهای مسلح نیز، وظیفه برنامه‌ریزی و پشتیبانی نیروهای نظامی را برعهده دارد.
نیروهای مسلح جمهوری اسلامی ایران، هم‌اکنون با در اختیار داشتن ۶۱۰ هزار نفر کارکنان فعال و بیش از ۳۵۰ هزار نفر نیروی ذخیره، بزرگ‌ترین سازمان نیروهای مسلح در غرب آسیا محسوب می‌شود.

## نیروهای فعال
نیروهای مسلح جمهوری اسلامی ایران با در اختیار داشتن ۸٠٠ هزار نفر کارکنان فعال و بیش از ۳۸۰ هزار نفر نیروی ذخیره، بزرگ‌ترین سازمان نیروهای مسلح در غرب آسیا محسوب می‌شود. البته در برخی منابع کارکنان فعال نظامی ایران ۶۱۰ هزار نفر، ذخیره ۱ میلیون و ۳۰۰ هزار تن و نیروهای شبه نظامی ۲ میلیون و ۶۰۰ هزار نفر جمعاً با بیش از ۴٬۵۰۰٬۰۰۰ نفر ذکر شده‌است و ایران را پنجمین نیروی بزرگ جهان از جهت تعداد نیروهای فعال، ذخیره و شبه‌نظامی ذکر کرده‌است.

## بودجه

### سال ۱۳۹۱
بودجهٔ نظامی ایران که برای تصویب به مجلس تحویل داده شد، با افزایشی ۱۲۷ درصدی در سال ۱۳۹۱ نسبت به سال قبل از آن همراه بود.

### سال ۱۳۸۸
براساس اعلام انستیتو بین‌المللی تحقیقاتی صلح استکهلم، بودجه نظامی ایران در سال ۲۰۰۸ (۱۳۸۸) بودجهٔ نظامی ایران برابر با ۹٫۱۷۴ دلار که ۲٫۷٪ از تولید ناخالص داخلی است.

### سال ۱۳۸۷
بر اساس برآورد وبگاه نظامی defense tech سرانه بودجه نیروهای مسلح جمهوری اسلامی ایران برای هر ایرانی در سال ۱۳۸۷ حدود ۹۵ تا ۱۰۰ دلار می‌باشد. این میزان بودجه در میان کشورهای حوزه خلیج فارس کمترین سرانه می‌باشد.

### سال ۱۳۸۶
بر اساس برآورد مؤسسه بین‌المللی مطالعات استراتژیک لندن(IISS)، بودجه نظامی ایران در سال ۱۳۸۶ برابر ۷٫۳ میلیارد دلار برآورد می‌شود.

### سال ۱۳۸۵
به نقل از کتاب واقعیت‌های جهان سیا، در سال ۱۳۸۵ حدود ۲٫۵ درصد از تولید ناخالص داخلی ایران به نیروهای نظامی اختصاص یافته که ایران را در رتبه ۶۷اُم دنیا، قرار می‌دهد.

### سال ۱۳۸۴
مؤسسه بین‌المللی مطالعات استراتژیک لندن، بودجه نیروهای دفاعی ایران در سال ۱۳۸۴ را بیش از ۶ میلیارد دلار برآورد کرد، که حدود ۳٫۵ درصد تولید ناخالص داخلی و ۹۱ دلار برای هر نفر است.

## تحلیل بودجه
این نظام، منجر به ناکارآمدی‌های ساختاری و تکراری در سامانه‌های فرماندهی، لجستیکی و پدافند هوایی شده است. سپاه پاسداران، به‌تدریج گسترش یافته و ساختاری مشابه و حتی فراتر از ارتش پیدا کرده است که شامل واحدهای مستقل زمینی، هوایی، دریایی، موشکی و نیز سامانه فرماندهی جداگانه میباشد.
بر اساس بودجه دولتی ایران در سال ۱۴۰۲–۱۴۰۳ (۲۰۲۳–۲۰۲۴)، بودجه سپاه پاسداران، بیش از دو برابر بودجه قبلی اختصاص ‌یافته به ارتش بوده است و این، علاوه بر درآمدهای قابل‌توجهی است که خارج از بودجه و از طریق فعالیت‌های اقتصادی گسترده‌اش کسب می‌کند.
در داخل کشور، این سپاه نفوذ زیادی بر سیاست، اقتصاد و امنیت داخلی دارد. این ساختار شامل نهادها، سامانه‌های لجستیکی و زیرساخت‌های دفاعی موازی است و این در حالی است ‌که چالش‌های اقتصادی و اجتماعی در سراسر کشور ادامه دارد. با وجود این، میزان قابل‌توجه هزینه‌های نظامی، وضعیت کلی امنیت در کشور بهبود نیافته و سختی‌های اقتصادی، همچنان بر دوش مردم باقی مانده است.
این ساختار نظامی، به دلیل نبودن شفافیت، نظارت محدود مجلس و نقش مبهم آن در تأمین امنیت ملی، مورد انتقاد کامل قرار گرفته است.

## نیروی انسانی
بر اساس برآورد وبگاه نظامی defense tech، تعداد نیروهای مسلح جمهوری اسلامی ایران ۸۰۰٬۰۰۰ نیروی عمل‌کننده و ۳۸۰٬۰۰۰ نیروی ذخیره می‌باشد.
| نیروی انسانی               | نیروی انسانی                      |
| -------------------------- | --------------------------------- |
| سن سربازی                  | ۱۸ سالگی                          |
| خدمت سربازی                | ۱۸ سالگی، به مدت ٢۱ ماه           |
| دسترسی برای خدمت سربازی    | ۱٬۲۵۵٬۹۰۲, سن ۱۸–۴۹ (برآورد ۲۰۱۴) |
| فراخور برای خدمت سربازی    | ۲٬۱۰۵٬۹۷۳, سن ۱۸–۴۹ (برآورد ۲۰۱۴) |
| سن سالانه برای خدمت سربازی | (برآورد ۲۰۱۴)                     |
| نیروی فعال                 | ۷۲۰۰۰<                            |
| نیروی ذخیره                | ۱٬۳۸۶٬۰۰۰+ (برآورد ۲۰۱۴)          |

### ارتش جمهوری اسلامی ایران
ارتش جمهوری اسلامی ایران، ارتشی از نوع منظم محسوب می‌شود که حدوداً دارای ۴۲۰ هزار نفر نیرو است. از این رو، ارتش جمهوری اسلامی ایران خود، از چهار زیر مجموعه تشکیل می‌شود که به آن‌ها قوای چهارگانه ارتش می‌گویند.
- نیروی زمینی ارتش جمهوری اسلامی ایران: حدود ۳۵۰ هزار نفر نیرو
- نیروی هوایی ارتش جمهوری اسلامی ایران: حدود ۵۲ هزار نفر نیرو
- نیروی دریایی ارتش جمهوری اسلامی ایران: حدود ۱۸ هزار نفر نیرو
- نیروی پدافند هوایی ارتش جمهوری اسلامی ایران، دارای ۱۵ هزار نفر نیرو[۳۰]

### سپاه پاسداران انقلاب اسلامی
سپاه پاسداران انقلاب اسلامی حدود ۳۰۰ هزار نفر نیرو دارد و خود به ۵ زیر مجموعه تقسیم می‌شود.
- نیروی زمینی سپاه پاسداران انقلاب اسلامی
- نیروی هوافضای سپاه پاسداران انقلاب اسلامی
- نیروی دریایی سپاه پاسداران انقلاب اسلامی
- نیروی قدس سپاه پاسداران انقلاب اسلامی
- سازمان بسیج مستضعفین: بسیج از مجموعه شبه‌نظامیان داوطلب تشکیل می‌شود و عضویت در آن در زمان جنگ اهمیت بیشتری دارد. بر اساس ادعای محمدرضا نقدی، تعداد افراد عضو بسیج به ۲۵ میلیون نفر می‌رسد.[۱۸] برخی منابع داخلی ایران، تعداد این شبه‌نظامیان را ۱۲٫۶ میلیون نفر می‌دانند که شامل زنان نیز می‌شود و در مجموع، ۶۰۰٬۰۰۰ عضو بسیج، قابلیت حضور در جنگ دارند.[۳۲]

### فرماندهی انتظامی جمهوری اسلامی ایران
فرماندهی انتظامی جمهوری اسلامی ایران حدود ۶۰ هزار نفر نیرو دارد و دارای چندین زیرمجموعه است.
- پلیس پیشگیری فراجا
- پلیس آگاهی فراجا
- پلیس مبارزه با مواد مخدر فراجا
- پلیس راهنمایی و رانندگی فراجا
- پلیس امنیت عمومی فراجا
- پلیس فضای تولید و تبادل اطلاعات فراجا
- فرماندهی مرزبانی جمهوری اسلامی ایران
- پلیس بین‌الملل فراجا
- فرماندهی یگان‌های ویژه فراجا
- فرماندهی هواپیمایی فراجا
- سازمان وظیفه عمومی فراجا

## فرماندهان ارشد
- سید علی خامنه‌ای (فرمانده کل نیروهای مسلح)
- بدون متصدی (فرمانده قرارگاه مرکزی خاتم‌الانبیا)
- سرلشکر حسین حسنی سعدی (جانشین فرمانده قرارگاه مرکزی خاتم‌الانبیا)
- سرلشکر سید عبدالرحیم موسوی (رئیس ستاد کل نیروهای مسلح)
- سرتیپ علیرضا صباحی‌فرد (فرمانده قرارگاه پدافند هوایی خاتم‌الانبیا)
- سرتیپ عزیز نصیرزاده (وزیر دفاع و پشتیبانی نیروهای مسلح)
- سرتیپ پاسدار اسکندر مؤمنی (وزیر کشور، رئیس شورای امنیت کشور و جانشین فرمانده کل قوا در فرماندهی انتظامی)

### ارتش
- سرلشکر امیر حاتمی (فرمانده کل ارتش جمهوری اسلامی ایران)
- سرتیپ محمدحسین دادرس (جانشین فرمانده کل ارتش جمهوری اسلامی ایران)
- دریادار حبیب‌الله سیاری (معاون هماهنگ‌کننده ارتش جمهوری اسلامی ایران)
- سرتیپ کیومرث حیدری (فرمانده نیروی زمینی ارتش جمهوری اسلامی ایران)
- سرتیپ حمید واحدی (فرمانده نیروی هوایی ارتش جمهوری اسلامی ایران)
- دریادار شهرام ایرانی (فرمانده نیروی دریایی ارتش جمهوری اسلامی ایران)
- سرتیپ علیرضا صباحی‌فرد (فرمانده نیروی پدافند هوایی ارتش جمهوری اسلامی ایران)

### سپاه پاسداران
- سرلشکر پاسدار محمد پاکپور (فرمانده کل سپاه پاسداران انقلاب اسلامی)
- دریادار پاسدار علی فدوی (جانشین فرمانده کل سپاه پاسداران انقلاب اسلامی)
- سرتیپ پاسدار محمدرضا نقدی (معاون هماهنگ‌کننده سپاه پاسداران انقلاب اسلامی)
- سرتیپ پاسدار محمد کرمی (فرمانده نیروی زمینی سپاه پاسداران انقلاب اسلامی)
- سرتیپ پاسدار سید مجید موسوی (فرمانده نیروی هوافضای سپاه پاسداران انقلاب اسلامی)
- دریادار پاسدار علیرضا تنگسیری (فرمانده نیروی دریایی سپاه پاسداران انقلاب اسلامی)
- سرتیپ پاسدار اسماعیل قاآنی (فرمانده نیروی قدس سپاه پاسداران انقلاب اسلامی)
- سرتیپ پاسدار غلامرضا سلیمانی (رئیس سازمان بسیج مستضعفین)
- سرتیپ پاسدار عبدالرضا عابد (فرمانده قرارگاه سازندگی خاتم‌الانبیاء)

### فرماندهی انتظامی
- سرتیپ پاسدار احمدرضا رادان (فرمانده کل انتظامی جمهوری اسلامی ایران)
- سرتیپ پاسدار قاسم رضایی (جانشین فرمانده کل انتظامی)
- سرتیپ پاسدار حمیدرضا اشراق (معاون هماهنگ‌کننده فرماندهی انتظامی)
- سرتیپ دوم کیوان ظهیری[۳۳] (رئیس پلیس امنیت عمومی فراجا)
- سرتیپ احمدعلی گودرزی (فرمانده مرزبانی جمهوری اسلامی ایران)
- سرتیپ پاسدار سید تیمور حسینی (رئیس پلیس راهنمایی و رانندگی فراجا)
- سرتیپ محمد قنبری (رئیس پلیس آگاهی فراجا)
- سرتیپ دوم ایرج کاکاوند[۳۴] (رئیس پلیس مبارزه با مواد مخدر فراجا)
- سرتیپ پاسدار مسعود مصدق (فرمانده یگان‌های ویژه‌ فراجا)
- سرتیپ‌دوم وحید مجید (رئیس پلیس فضای تولید و تبادل اطلاعات فراجا)
- سرهنگ خلبان جلال منصوری‌نژاد (فرمانده هواپیمایی فراجا)

بالاترین درجه فرماندهان در حال خدمت در نیروهای مسلح ایران، سرلشکر (ژنرال دو ستاره) می‌باشد.

## رتبه‌بندی
ارتش ایران پنجمین نیروی بزرگ نظامی بر اساس تعداد نفرات، چهاردهمین ارتش پرتعداد بر اساس رتبه جهانی (بدون احتساب سپاه پاسداران انقلاب اسلامی) و با ۲۵۳۱ تانک، هشتمین دارنده تانک نظامی، و با ۴۰۶ فروند کشتی، چهارمین ناوگان دریایی بزرگ در جهان است و بزرگ‌ترین سازمان نیروی مسلح در خاورمیانه است.
بر اساس رتبه بندی سایت گلوبال فایرپاور ارتش ایران (بدون احتساب سپاه پاسداران و بسیج) در سال ۲۰۲۴ جایگاه چهاردهم(۱۴) را دارد.

### وب سایت‌های اصلی
- ایران: aja.ir - وب سایت رسمی نیروهای مسلح ایران - نیروهای مسلح جمهوری اسلامی ایران بایگانی‌شده  در ۹ مارس ۲۰۰۹ توسط Wayback Machine

### اخبار مقالات
- Syria:Iran's elite Quds force advising Assad regime telegraph.co.uk
- GlobalSecurity.org, Iranian armed forces
- Iran's Military: Strangely Powerful - slideshow by Life magazine
- Air University, Bibliography on Iran's military strategy
- The Gulf: Military Forces in an Era of Asymmetric War: Iran بایگانی‌شده  در ۱۲ ژوئن ۲۰۰۹ توسط Wayback Machine Center for Strategic and International Studies (2006)
- Iran & The Gulf Military Balance Center for Strategic and International Studies (2011)
- Iran sends special forces to Syria as advisors report i24news.tv
- Russian Soldier killed search Pilots irishmirror.ie
- Pilot Russian jet downed Turkey mirror.co.uk